# Coronavirus Neoromicia/PML-PHE1/RSA/2011
forme
Le NeoCoV, Coronavirus Neoromicia/PML-PHE1/RSA/2011 ou Coronavirus Neoromicia/GrNC5/RSA/2012, est un coronavirus du genre Betacoronavirus et du sous-genre Merbecovirus appartenant à l'espèce Betacoronavirus cameli. Il infecte l'espèce de chauve-souris Neoromicia capensis chez qui il a été trouvé en 2011 en Afrique du Sud. Il est proche du merbécovirus PDF-2180-CoV qui infecte Pipistrellus hesperidus dans le sud de l'Ouganda.
Il devient un sujet d'inquiétude en 2022 alors que des scientifiques de Wuhan alertent sur le fait qu'il suffirait d'une seule mutation pour que ce coronavirus puisse cibler — comme le SARS-CoV-2 — le récepteur ACE2 humain,,.